# Миклеево
Миклеево — деревня в Кирилловском районе Вологодской области.
Входит в состав Коварзинского сельского поселения, с точки зрения административно-территориального деления — в Коварзинский сельсовет.
Расстояние по автодороге до районного центра Кириллова — 45 км, до центра муниципального образования Коварзино — 9 км. Ближайшие населённые пункты — Нестерово, Нова, Островская.
По переписи 2002 года население — 2 человека.